# Вінісіус Вітор Да Сілва Джефферсон
Вінісіус Вітор Да Сілва Джефферсон (нар. 3 травня 2000 Натал, Бразилія) — бразильський футболіст, лівий захисник львівського Руху.

## Біографія
Вінісіус вітор Да сілва Джефферсон народився 3 травня 2000 року в місті Натал, Бразилія Розпочав свою кар'єру в юнацькій команді АБС, згодом перейшов до складу Греміо
В 2023 року став гравцем львівського Руху